# 에어로젤

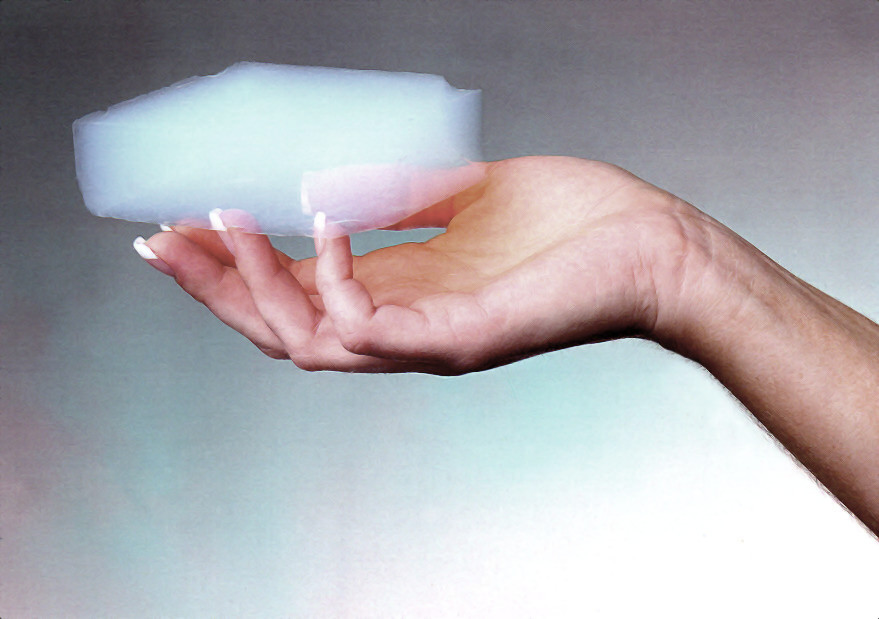
에어로젤의 모습

에어로젤(영어: aerogel) 또는 에어로겔(독일어: Aerogel)은 고체 상태의 물질로 젤에서 액체 대신 기체로 채워져 있는 형태이다. 결과적으로 초저밀도와 같은 현저한 물성을 나타내며, 특히 단열 효과가 잘 알려져 있다. 일명, 냉연이라고도 하는데 이는 반투명한 특성 때문이다. 하지만 만져보면 스티로폼과 같은 느낌이다.
에어로젤은 스티븐 키슬러(Steven Kistler)가 1931년 최초로 만들었으며, 젤리에서 수축을 유발시키지 않으면서 액체를 기체로 치환함으로써 이러한 물질을 얻어냈다. 최초로 만들어진 것은 실리카겔이었다. 에어로겔은 다양한 물질로 만들 수 있으며, 키슬러는 실리카, 알루미늄, 크로뮴, 주석 등을 사용하였다. 탄소 에어로겔은 1900년대 초 처음으로 개발되었다.

## 물성

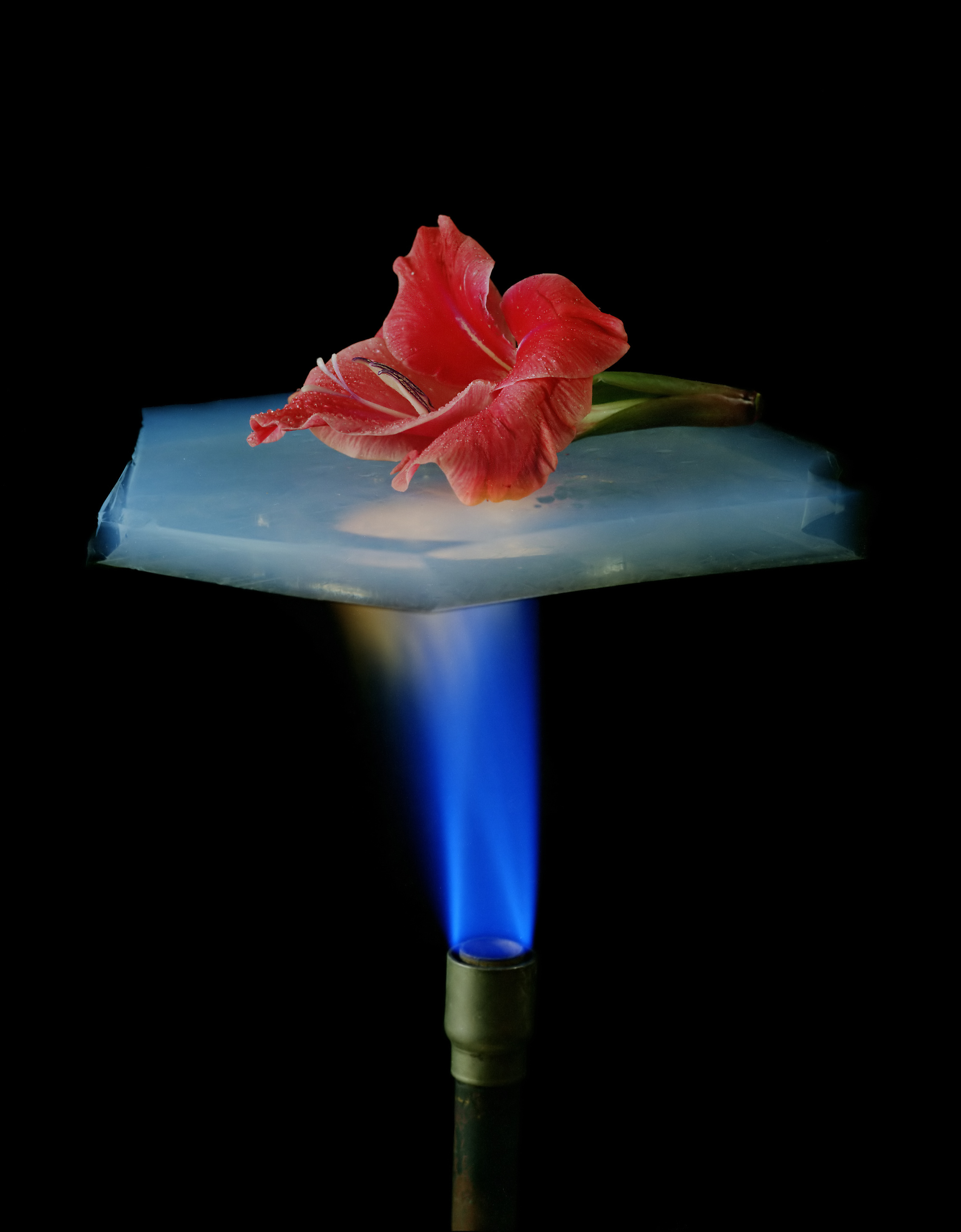
에어로젤의 단열 효과를 보여주는 사진

에어로겔은 90-99.8%가 공기로 이루어져 있고, 보통 밀도는 3-150 mg/cm3이다. 에어로겔은 스티로폼과 같은 느낌이 나지만 말랑말랑하지는 않고 한 번 눌리면 복원되지 않는다. 아주 세게 압력을 가하면 유리와 같이 산산조각으로 깨진다. 깨지는 특성이 있지만, 구조적으로는 매우 튼튼하여 자기 무게의 2000배를 올려 놓을 수 있다. 이는 2-5 nm 크기의 구형 파티클들이 결합되어 나무가지 형태의 클러스터를 형성하는 미세구조에 기인한다. 이런 클러스터는 3차원적으로 프랙털과 같은 그물망 모양으로 100 nm보다 작은 기공을 가진 다공성 구조를 형성한다. 기공의 평균 크기와 밀도는 제조 공정 중 조절될 수 있다.
에어로겔은 현저한 단열 성능을 보이는데 이는 열전달이 일어나는 세가지 방법인 대류, 전도, 복사를 무력화 시키기 때문이다. 대류를 효과적으로 차단하는 이유는 공기가 기공을 통해 순환할 수 없기 때문이다. 실리카 에어로겔 전도를 효과적으로 차단하는 이유는 실리카가 열도가 잘 되지 않는 물질이기 때문이다. (반면, 금속 에어로겔은 좀 더 나은 열전도체가 될 수 있다.) 탄소 에어로겔이 복사를 효과적으로 차단하는 이유는 탄소가 열전달이 일어나는 적외선 복사를 흡수해 버리기 때문이다. 가장 단열 성능이 좋은 에어로겔은 탄소를 첨가한 실리카 에어로겔이다.
에어로겔은 흡습성으로 인해 건조한 느낌이 나며, 강력한 제습제로 작용한다. 대부분이 공기로 이루어져 있기 때문에 반투명하며, 색깔이 나는 것은 나노 크기의 수지 구조에 의해 파장이 짧은 가시광선의 산란에 기인한다. 이로 인해 어두운 배경에서는 푸르스름한 색이 나타나고, 밝은 배경에서는 흰색이 나타난다.
에어로겔은 그 자체로서는 친수성이지만, 화학처리를 통해 소수성으로 만들 수 있다. 물을 흡수하면, 수축이나 분해와 같은 구조적 변화가 유발되므로, 소수성으로 만들어 이를 방지할 수 있다. 내부까지 소수성 처리를 하면 깊은 크랙이 발생하더라도 에어젤이 분해되는 것을 방지할 수 있다. 소수성 처리가 되어 있으면 워터젯 재단 가공을 할 수 있다.